# Audre cisandina
Audre cisandina is een vlinder uit de familie van de prachtvlinders (Riodinidae). De wetenschappelijke naam van de soort is voor het eerst geldig gepubliceerd in 1917 door Adalbert Seitz.